# Iwan Kerepin
Iwan Kerepin – ukraiński działacz społeczny, poseł do Sejmu Krajowego Galicji III kadencji (1870–1876), włościanin z Żernicy Niżnej.
Wybrany w IV kurii obwodu Sanok, z okręgu wyborczego nr 25 Lisko-Baligród-Lutowiska.